# Maimará

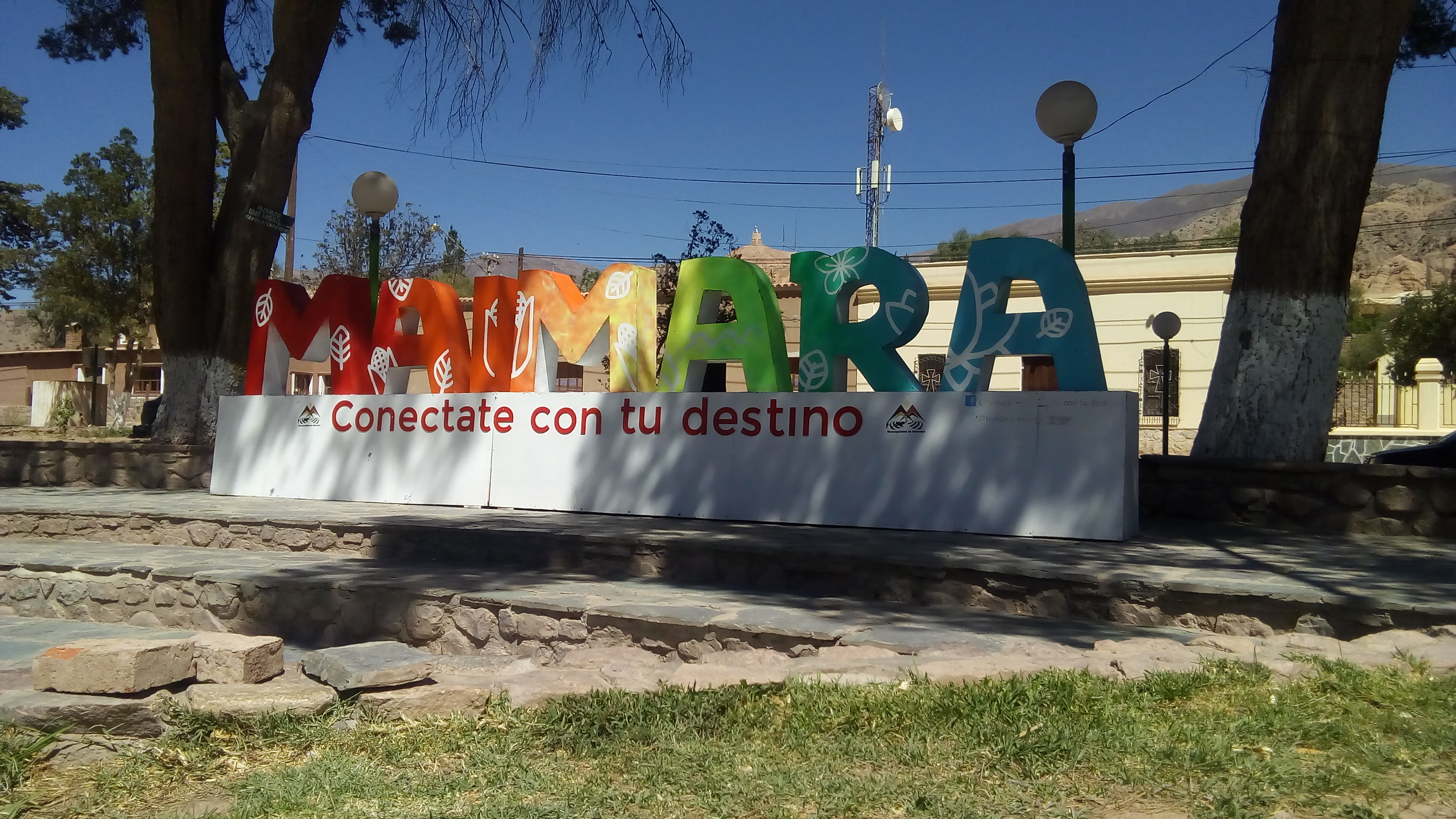
Plaza Central

Maimará es una localidad y municipio de Argentina ubicado en el departamento de Tilcara de la provincia de Jujuy. Su entorno geográfico pertenece a la quebrada de Humahuaca, y tiene como característica principal la policromía de sus cerros. El río Grande corre a escasos metros de allí. Existen quintas que abastecen de frutas y verduras a las localidades cercanas. La zona en el presente es poblada por habitantes de diversos orígenes, desde migrantes bolivianos, siendo estos los principales agricultores de dicho poblado, hasta migrantes de otras provincias argentinas que decidieron asentarse en Maimará.
Maimará quiere decir ‘El otro año’ en lengua aimara. Turísticamente, los guías dicen que Maimará significa ‘Estrella que Cae’.

## Turismo
Maimará se encuentra a una altitud de 2,334 m s. n. m. (metros sobre el nivel del mar) en la quebrada de Humahuaca, a 76 km de la capital de la provincia —San Salvador de Jujuy— con fácil acceso por la ruta nacional RN9.
Maimará y sus alrededores ofrecen posibilidades de turismo convencional, cultural, religioso y de aventura. Las montañas coloreadas, las fiestas y tradiciones son los objetivos buscados por los visitantes de otras provincias. Pero el pueblo es también un habitual lugar de descanso de los habitantes de la capital jujeña, que buscan un clima benigno en verano y la tranquilidad de esta pequeña población. También es visitada por turistas que desean acceder desde allí a otras localidades turísticas, como Purmamarca, Tilcara o Humahuaca.
Dado que el clima es templado, recibe visitantes durante todo el año.

## Lugares de interés

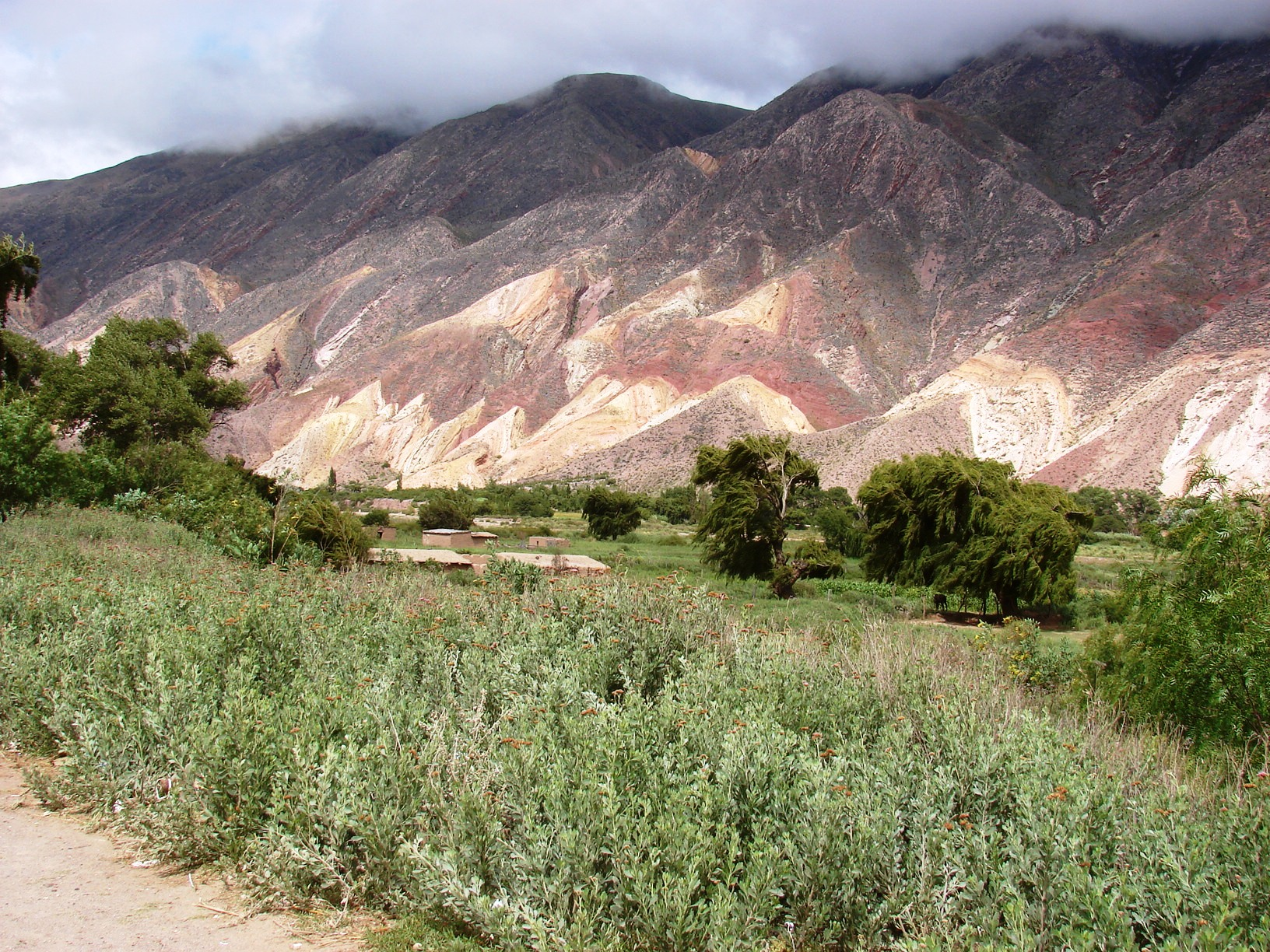
La Paleta del Pintor

La Paleta del Pintor: es la principal característica del paisaje maimareño, impresionante formación geológica constituida por los cerros multicolores que recuerdan una paleta de pintura. Estos plegamientos corresponden a los periodos terciarios y cuaternarios. La Paleta torna bello los amaneceres del poblado y muy coloridas las tardes en que el sol reaviva los colores con fuerza y encanto.
Posta de Hornillos: emplazada a 3 km de la entrada sur de Maimará por la RN 9, es una bicentenaria posta que unía el Alto Perú con el virreinato del Río de la Plata, además fue cuartel general de vanguardia del Ejército de la Independencia. Fue restaurada y actualmente es un museo que recrea con precisión la manera de vivir de siglos pasados; está dividido en tres secciones: «Origen de las Postas», «Testimonios de la Guerra de la Independencia» y «Los Medios de Transportes».
Antigal de Hornillos: se sitúa en las inmediaciones de la Posta de Hornillos y solo puede ser visitada con guía por ser un importante patrimonio arqueológico que testimonia la presencia humana en la Quebrada desde hace 10 milenios.

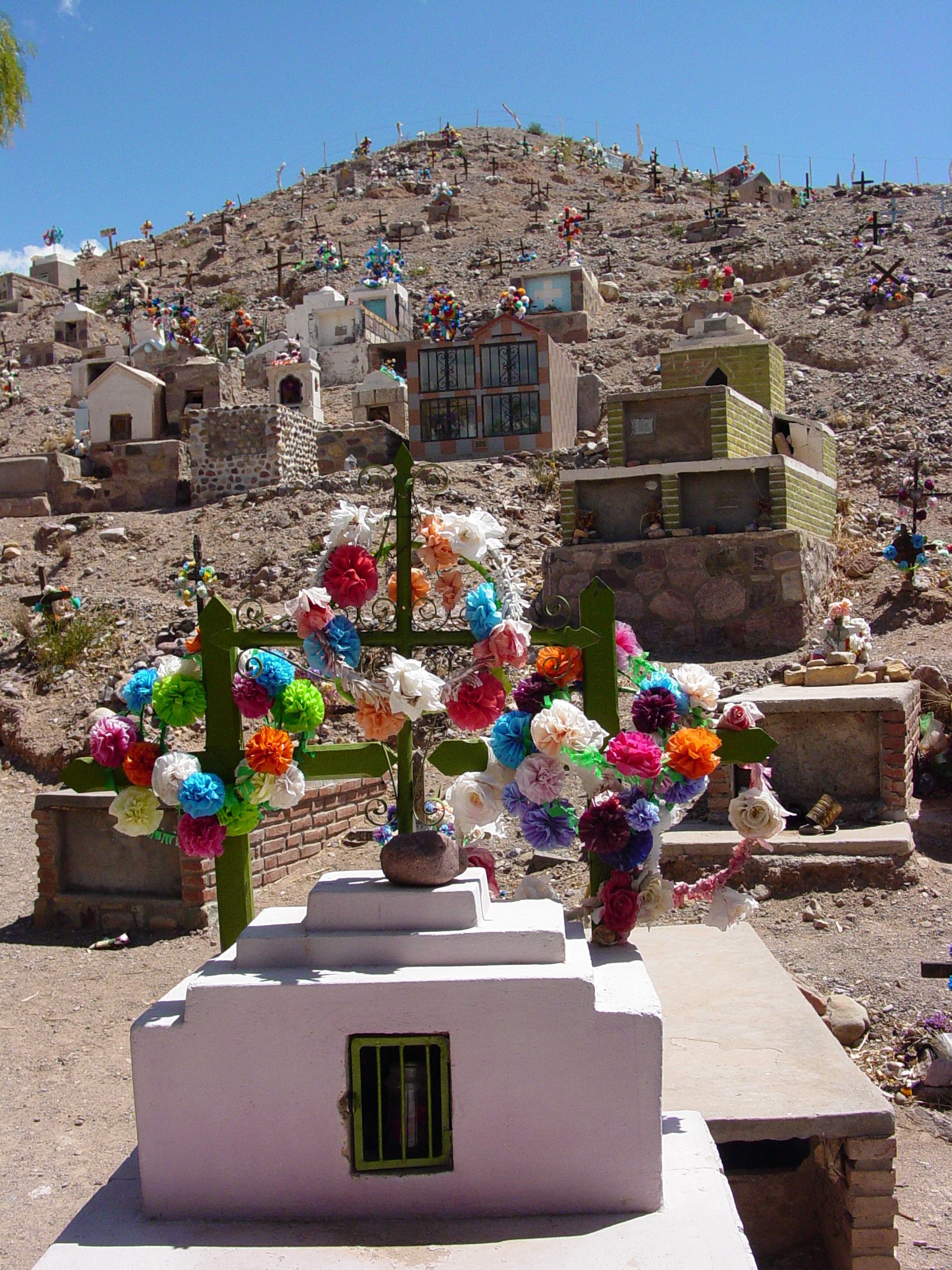
Cementerio Nuestra Señora del Carmen

Cementerio Nuestra Señora del Carmen: se encuentra en la margen este de la RN 9 en la entrada norte de Maimará. Su imagen llama la atención por ser un cementerio colorido y ubicado en lo alto de una loma. Según dice la gente más anciana de la región, esta ubicación en altura es para acercar la conexión con el Tata Inti. Esta necrópolis es una de las más interesantes de la quebrada de Humahuaca. Se destaca la curiosa arquitectura algunas bóvedas de comienzo del siglo XX, con remates apunteados, curvos y mixtilinios. La accesibilidad al lugar es buena y se realiza caminando.
Cultivos en San Pedrito: la localidad de Maimará se caracteriza por ser un pueblo agrícola, sus cultivos de verduras y flores el la zona de San Pedrito dan a las quintas de Maimara una particular vista de texturas y colores.

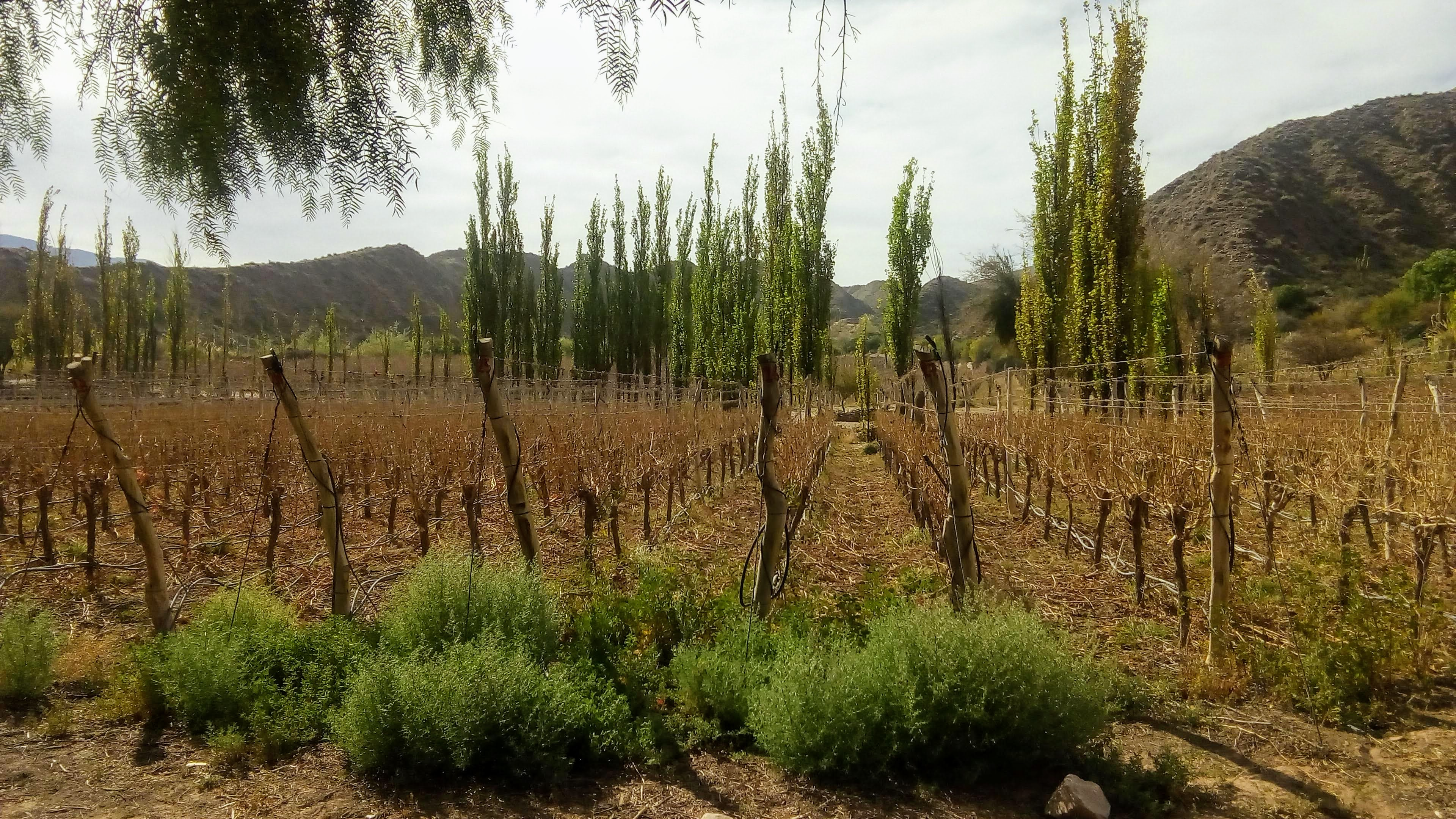
Plantaciones de vid

Puente Natural: se encuentra a 3,5 km del pueblo de Maimará. Es una bella formación geológica, moldeada por trabajo del agua y del viento a lo largo de los años, que encanta tanto por su impresionante forma como por su ubicación en medio a cerros y cardones característicos de la región. La vista al puente natural da al caminante la posibilidad de integrarse con la naturaleza en su plenitud.

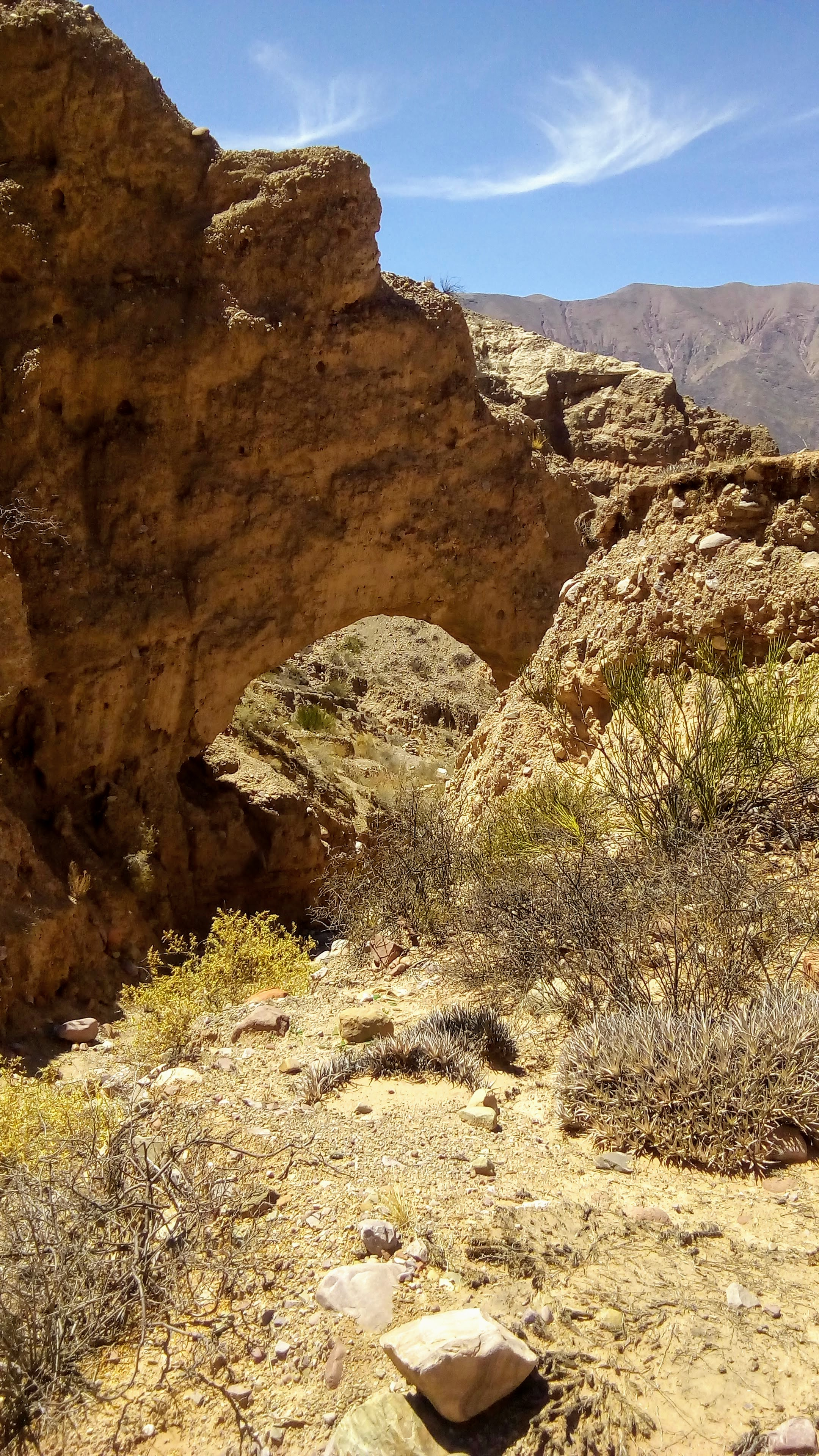
Puente Natural

Antigal Iruyto: ubicado a 2,800 metros del centro del pueblo, cerca de la Puente Natural, es un lugar considerado sagrado por los maimareños actuales y los pueblos originarios que lo habitaban la zona en la época prehispánica.

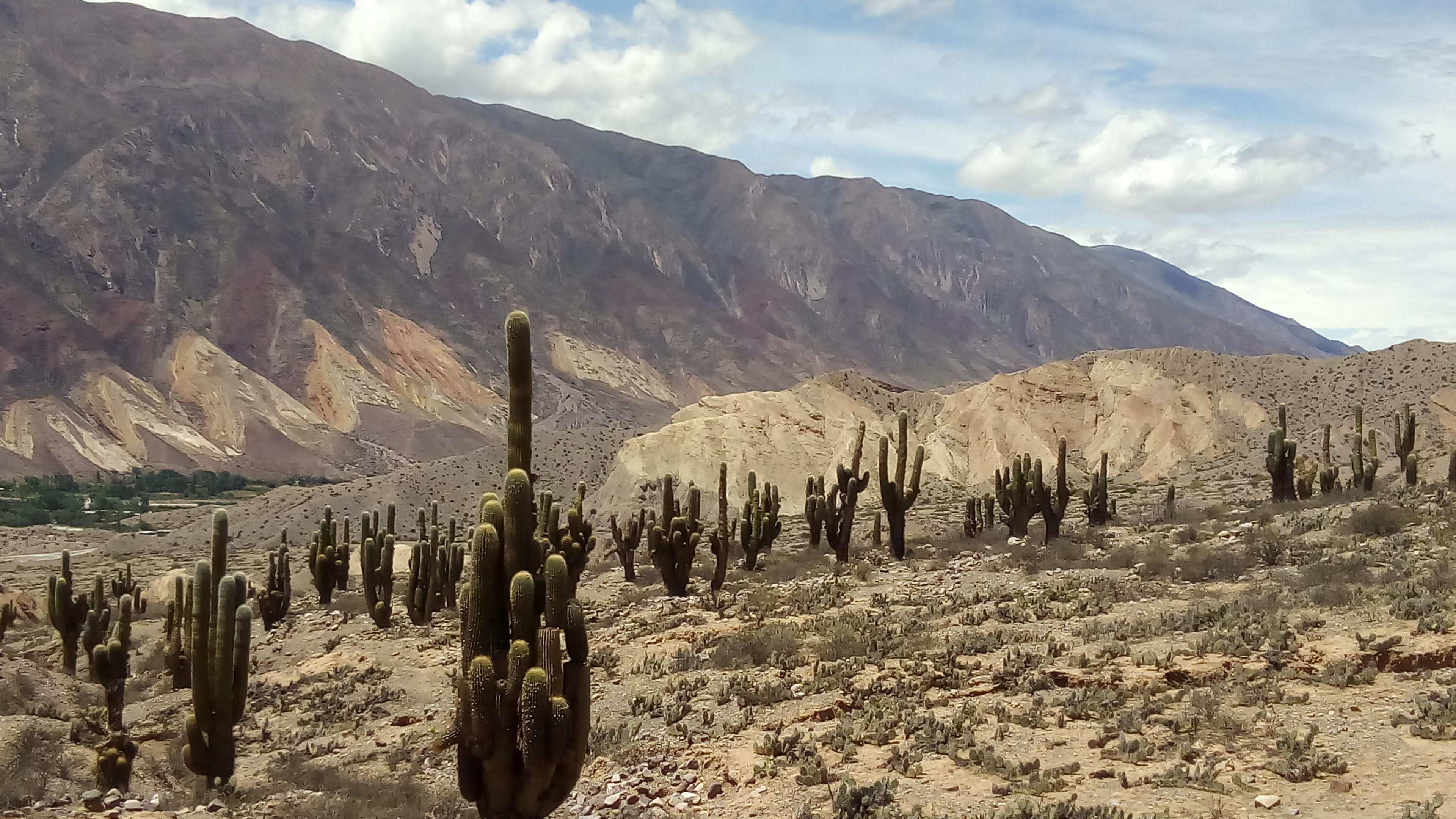
Antigal Iruyito

Antigua Iglesia: en Maimara puede visitarse la Iglesia de Maimara, data de la época Colonial Iglesia Nuestra Señora de la Candelaria.

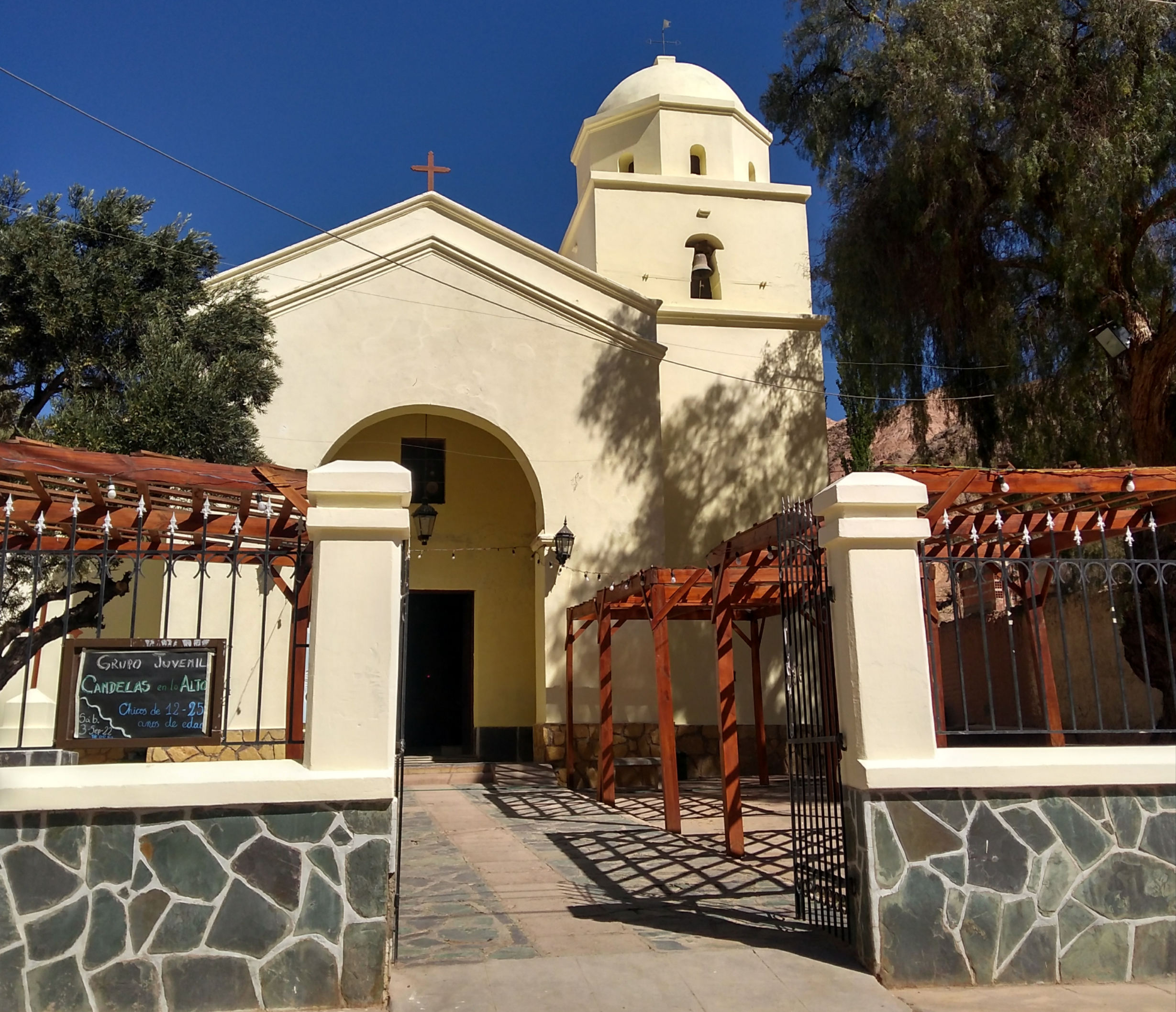
Capilla Nuestra Señora de la Candelaria

Molino de Chicapa: en el noroeste de la localidad es el Molino de Chicapa, antiguo establecimiento harinero, al otro lado del río Grande, en La Banda. Construido en 1888 con material de la zona y piedras de moler traídas de Iruya, su producción de harina abastecía una amplia región y servía para la elaboración de chicha, bebida tradicional consumida durante sus festividades.

## Vías de acceso

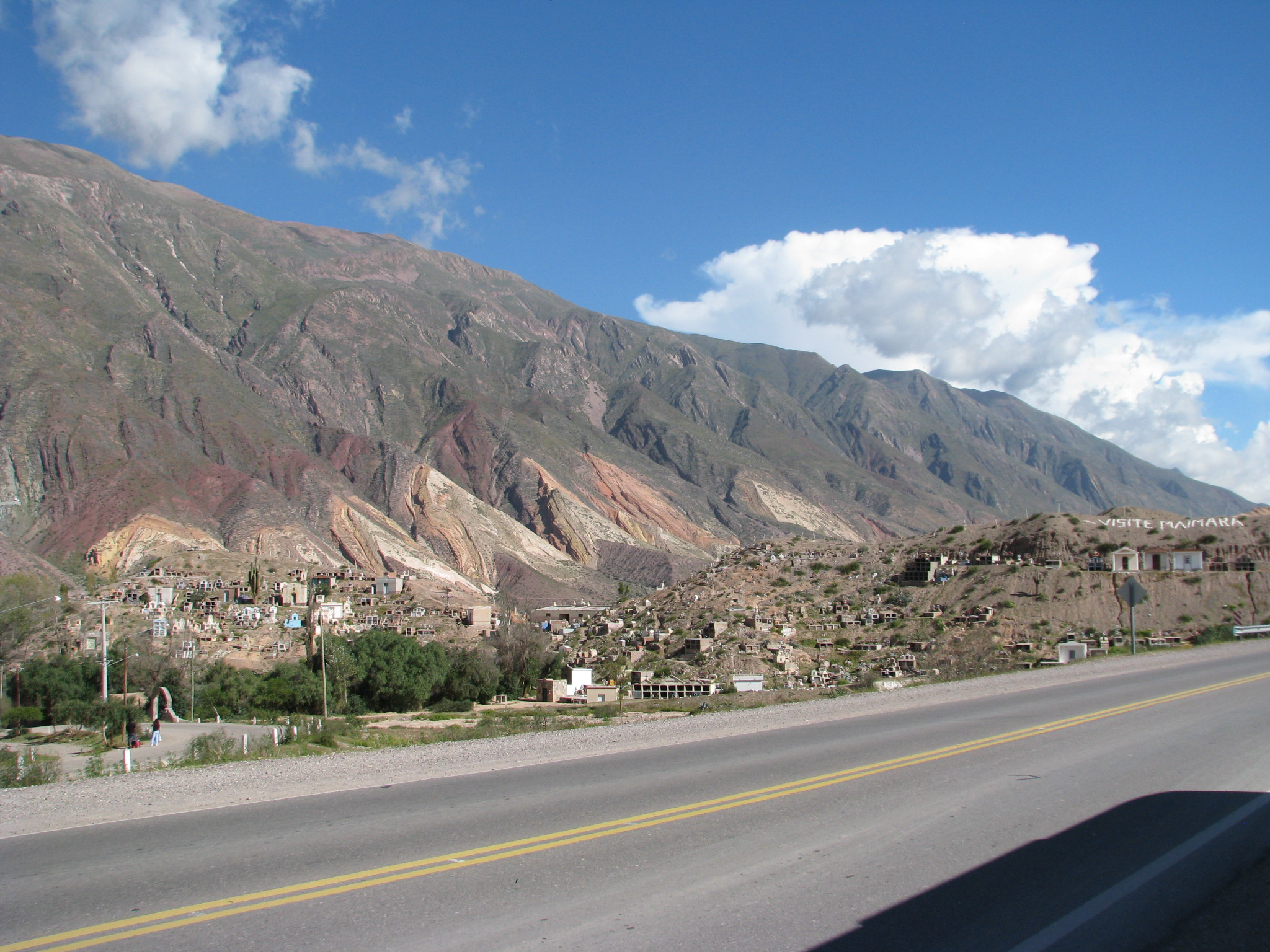
Vista de Maimara desde la ruta nacional 9.

En colectivo desde la ciudad de San Salvador de Jujuy, el tiempo de viaje es de aprox. 2 horas. Desde Maimará a pueblos cercanos como Tilcara y Purmamarca que se puede recorrer con auto, colectivo, taxis, bicicleta y hasta caminando.
Desde Buenos Aires y las provincias del centro del país se llega por las Rutas Nacionales 9 y 34. Por la RN 9 el camino entre las ciudades de Salta y San Salvador de Jujuy es un bello camino de cornisa. Por la RN 34 es más directa y empalma con la Ruta Nacional 66 hacia la ciudad de San Salvador.
Desde la región de Antofagasta en Chile se llega por el paso fronterizo de Jama – Ruta 52 hasta Purmamarca, donde sigue por la RN 9 más 16 kilómetros en dirección al norte.
Desde la Quebrada se puede seguir hasta Bolivia con conexiones por autobús o por tren (en territorio boliviano desde Villazón - ciudad fronteriza con Argentina - hasta Uyuni u Oruro).

## Población
De acuerdo con el censo de 2010, la población del municipio era de 4,036 habitantes.

## Fiestas
El Carnaval de Maimará es único en el mundo, hecho por «Comparsas» y «Agrupaciones», es muy divertido y colorido.
En la Semana Santa se hace el «Vía crucis viviente», muy bonito y peculiar.
En agosto se celebra el culto a Pachamama, donde se realizan ofrendas con comidas y bebidas a la Madre Tierra.
En la fiesta de Santa Ana, el 26 de julio, se realiza una feria donde es posible encontrar todo tipo de objetos y comidas en miniatura, costumbre presente en casi todas los pueblos de la Quebrada y la Puna jujeña.